# Kendallville
Kendallville – miasto w Stanach Zjednoczonych, w stanie Indiana, w hrabstwie Noble.